# Stazione di Jüterbog
La stazione di Jüterbog è una stazione ferroviaria posta sulla linea Berlino-Halle, e punto d'origine delle linee per Nauen e per Röderau; in passato vi avevano origine anche le linee per Zossen e per Dahme. Serve la città di Jüterbog.